# Медіареальність
Медіареальність — реальність, яку виробляють, представляють і відокремлюють медіа.  Досліджується медіафілософією. Медіареальність змінює думки та уявлення про час та простір.

## Структура медіареальності.
- Візуальний образ — імідж, мем, медіавірус.
- Медіасуб'єкт — учасник медіарельності: медіамагнат, журналіст, цільова група, масове суспільство.
- Медіатехнології (логіка медіа) — PR, реклама,  зеппінг.

## Природа медіареальності.
- За однією з версій, медіареальність існує завжди, оскільки засоби комунікації передують появи людини. Реальність не може бути отримана нами поза медіа, оскільки там немає ніякої реальності. Медіа - це первинна реальність, через яку медіареальність показує світ з різних боків.
- За іншою версією, медіареальність - це нова реальність, реальність світу, який швидко розвивається, реальність, яку створюють нові технології медіакомунікацій (телебачення, Інтернет). Економічну основу медіареальності становить накопичення світових багатств, розвиток капіталу й ринку, який потребує прискорення обміну данними і моментальної організації надшвидкої комунікації. Необхідність прискорення обміну та комунікування у всесвітньому масштабі призводить до глобалізації і релятивістського стиснення реальності, що породжує медіареальність. Технічну основу медіареальності складає інформатизація, комп'ютеризація, диджиталізація і автоматизація процесів, що відбуваються в суспільстві, а також поява нових засобів комунікації.